# NBA 1955/56
Die NBA-Saison 1955/56 war die zehnte Saison der National Basketball Association (NBA). Sie begann am 1. November 1955 und endete regulär nach 288 Spielen am 14. März 1956. Die Postseason begann nach zwei Tie-Breaks am 15. und 16. März am 17. desselben Monats und endete am 7. April mit 4—1 Finalsiegen der Philadelphia Warriors über die Fort Wayne Pistons.

## Saisonnotizen
- Die Milwaukee Hawks zogen vor der Saison nach St. Louis, Missouri um. Erst 1968 würde mit den Milwaukee Bucks ein NBA-Franchise nach Milwaukee zurückkehren.
- Es wurden insgesamt 72 Saisonspiele ausgetragen, zwölfmal gegen Gegner der eigenen Division und neunmal gegen Gegner der anderen.
- Dick Garmaker und Tom Gola waren Territorial Picks der Minneapolis Lakers und der Philadelphia Warriors bei der NBA-Draft 1955. In Runde 1 und 2 zogen die Rochester Royals an zweiter bzw. achter Stelle Maurice Stokes und Jack Twyman. Erster Pick in der NBA-Draft wurde Dick Rickets von der Duquesne University für die St. Louis Hawks.[1]
- Ein neuer Preis, der NBA Most Valuable Player Award, wurde eingeführt und Rookie of the Year des Vorjahres und bester Saisontorschütze Bob Pettit wurde erster Preisträger. Ihm sollten in dieser Saison und den folgenden acht Spielzeiten jeweils über 1000 Rebounds gelingen. Eine Leistung, die lediglich von Bill Russell und Wilt Chamberlain übertroffen wurde.
- In die All-NBA Teams werden seit dieser Saison jeweils zwei Forwards, ein Center und zwei Guards gewählt, zuvor wurden keine Positionen berücksichtigt.
- Das sechste All-Star-Game fand am Dienstag, den 24. Januar 1956 vor 8.517 Zuschauern im Rochester War Memorial Coliseum in Rochester, New York statt. Charles Eckmans Western All-Stars besiegten George Seneskys Eastern All-Stars mit 108—94. All-Star Game MVP wurde Bob Pettit.[2] Die Eastern All-Stars Paul Arizin und Bob Cousy leisteten sich je sechs Fouls und wurden disqualifiziert.

## Abschlusstabellen
Pl. = Rang,  = Für die Playoffs qualifiziert, Sp = Anzahl der Spiele, S–N = Siege–Niederlagen, % = Siegquote (Siege geteilt durch Anzahl der bestrittenen Spiele), GB = Rückstand auf den Führenden der Division in der Summe von Sieg- und Niederlagendifferenz geteilt durch zwei, Heim = Heimbilanz, Ausw. = Auswärtsbilanz, Neutr. = Bilanz auf neutralem Boden, Div. = Bilanz gegen die Divisionsgegner

### Eastern Division
| Pl. | Mannschaft            | Sp | S–N   | %    | GB  | Heim  | Ausw. | Neutr. | Div.  |
| --- | --------------------- | -- | ----- | ---- | --- | ----- | ----- | ------ | ----- |
| 1.  | Philadelphia Warriors | 72 | 45—27 | .625 | —   | 21—70 | 11—17 | 13—30  | 22—14 |
| 2.  | Boston Celtics        | 72 | 39—33 | .542 | 060 | 20—70 | 12—15 | 07—11  | 18—18 |
| 3.  | Syracuse Nationals    | 72 | 35—37 | .486 | 10  | 23—80 | 09—19 | 03—10  | 15—21 |
| 4.  | New York Knicks       | 72 | 35—37 | .486 | 10  | 14—14 | 15—14 | 06—90  | 17—19 |

### Western Division
| Pl. | Mannschaft           | Sp | S–N   | %    | GB  | Heim  | Ausw. | Neutr. | Div.  |
| --- | -------------------- | -- | ----- | ---- | --- | ----- | ----- | ------ | ----- |
| 1.  | 0Fort Wayne Pistons0 | 72 | 37—35 | .514 | —   | 19—80 | 10—17 | 08—10  | 19—17 |
| 2.  | St. Louis Hawks      | 72 | 33—39 | .458 | 040 | 16—10 | 10—17 | 07—12  | 18—18 |
| 3.  | Minneapolis Lakers   | 72 | 33—39 | .458 | 040 | 13—12 | 06—21 | 14—60  | 19—17 |
| 4.  | Rochester Royals     | 72 | 31—41 | .431 | 060 | 15—14 | 07—21 | 09—60  | 16—20 |

## Ehrungen
- All-Star Game MVP 1956: Bob Pettit, St. Louis Hawks
- Rookie of the Year 1955/56: Maurice Stokes, Rochester Royals
- Most Valuable Player 1955/56: Bob Pettit, St. Louis Hawks

| - All-NBA First Team: - Bob Pettit, St. Louis Hawks - Paul Arizin, Philadelphia Warriors - Neil Johnston, Philadelphia Warriors - Bob Cousy, Boston Celtics - Bill Sharman, Boston Celtics | - All-NBA Second Team: - Dolph Schayes, Syracuse Nationals - Maurice Stokes, Rochester Royals - Clyde Lovellette, Minneapolis Lakers - Slater Martin, Minneapolis Lakers - Jack George, Philadelphia Warriors |

## Führende Spieler in Einzelwertungen
| Kategorie       | Spieler       | Mannschaft            | Wert   |
| --------------- | ------------- | --------------------- | ------ |
| Punkte          | Bob Pettit    | St. Louis Hawks       | 1849   |
| Wurfquote †     | Neil Johnston | Philadelphia Warriors | 45,7 % |
| Freiwurfquote ‡ | Bill Sharman  | Boston Celtics        | 86,7 % |
| Assists         | Bob Cousy     | Boston Celtics        | 642    |
| Rebounds        | Bob Pettit    | St. Louis Hawks       | 1164   |

† 230 Körbe nötig. Johnston nahm 1092 Schüsse und traf 499 mal, am dritthäufigsten.

‡ 190 Freiwürfe nötig. Sharman traf 358 von 418.
- Mit 319 beging Vern Mikkelsen von den Minneapolis Lakers die meisten Fouls. Er und Arnie Risen von den Boston Celtics waren mit insgesamt 17 mal am häufigsten fouled out. Vern Mikkelsen führte zwischen 1954 und 1957 wie vor ihm George Mikan dreimal in Folge die Foulstatistik an und hatte mit 127 Disqualifikationen in seiner Karriere die insgesamt meisten in der NBA-Geschichte. Die für über 40 Jahre schnellste Disqualifikation schaffte Dick Farley von den Syracuse Nationals am 12. März 1956 nach fünf Minuten. Bubba Wells unterbot ihn 1997 um zwei Minuten.
- Jack George von den Philadelphia Warriors stand mit 2840 Minuten in 72 Spielen am längsten auf dem Parkett.
- Pettits 1849 Punkte ergaben einen Durchschnitt von 25,7 Punkten pro Spiel, und damit auch die höchste Punktquote. Er hatte die neuntbeste Wurfquote aus dem Feld mit 42,9 %.
- Bis zur Saison 1968/69 wurden den Statistiken in den Kategorien „Punkte“, „Assists“ und „Rebounds“ die insgesamt erzielten Leistungen zu Grunde gelegt und nicht die Quote pro Spiel.[3]
- Bill Sharman, der zwischen 1952 und 1961 siebenmal die beste Freiwurfquote hatte – dabei bis 1958 fünfmal in Folge – hatte seine Freiwurfquote im Vergleich zum Vorjahr nicht verbessert. Insgesamt erzielten zehn Spieler in dieser Saison mehr Freiwürfe als Sharman.
- Neben Bob Pettit hatte lediglich Maurice Stokes mit 1094 über tausend Rebounds. Dessen Quote lag mit 16,3 sogar einen Punkt hinter dem Komma über jener von Pettit.

## Playoffs-Baum
|  | Division-Halbfinals | Division-Halbfinals | Division-Halbfinals |  |  | Division-Finals | Division-Finals       | Division-Finals |  |    | NBA-Finals         | NBA-Finals            | NBA-Finals |
|  |                     |                     |                     |  |  |                 |                       |                 |  |    |                    |                       |            |
|  | Western Division    | Western Division    | Western Division    |  |  | W1              | Fort Wayne Pistons    | 3               |  |    |                    |                       |            |
|  | W2                  | Minneapolis Lakers  | 1                   |  |  | W3              | St. Louis Hawks       | 2               |  |    |                    |                       |            |
|  | W3                  | St. Louis Hawks     | 2                   |  |  |                 |                       |                 |  | W1 | Fort Wayne Pistons | 1                     |            |
|  |                     |                     |                     |  |  |                 |                       |                 |  |    | E1                 | Philadelphia Warriors | 4          |
|  | Eastern Division    | Eastern Division    | Eastern Division    |  |  | E1              | Philadelphia Warriors | 3               |  |    |                    |                       |            |
|  | E2                  | Boston Celtics      | 1                   |  |  | E3              | Syracuse Nationals    | 2               |  |    |                    |                       |            |
|  | E3                  | Syracuse Nationals  | 2                   |  |  |                 |                       |                 |  |    |                    |                       |            |

## Playoffs-Ergebnisse
Die Playoffs begannen am 17. März und wurden in der ersten Runde nach dem Modus „Best of Three“ ausgetragen, die Division-Finals nach dem Modus „Best of Five“ und die NBA-Finals nach dem Modus „Best of Seven“. Die Divisionssieger hatten ein Freilos in der ersten Runde.
In den Eastern Division-Finals leistete sich Red Rocha in fünf Spielen 27 Fouls, was zuvor lediglich George Mikan gelungen war. Am 17. März in den Western Division-Halbfinals warf St. Louis mit 54 die meisten Freiwürfe in einem Playoff-Spiel ohne Verlängerung. Mit den 37 Freiwürfen der Lakers gab es damit die meisten Freiwürfe in einem Playoff-Spiel ohne Verlängerung. Insgesamt gab es 122 Freiwurfversuche wie auch am 21. März zwischen denselben Teams. Am 19. März gewannen die Lakers mit dem größten Punktevorsprung einer Playoff-Begegnung. Lediglich den Nuggets gelang am 27. April 2009 bei den Pelicans ebenfalls ein 58-Punkte-Vorsprung.
George King von den Syracuse Nationals gewährte 60 Assists, Neil Johnston errang 143 Rebounds und Paul Arizin erzielte 289 Punkte in der Postseason.

### Tie-Breaker
Nach der regulären Saison fanden zunächst zwei Tie-Breaks statt, die nicht in die Playoff-Statistik eingehen. Am Donnerstag, den 15. März 1956 spielten die New York Knickerbockers in Syracuse um den Einzug in die Playoffs und verloren. Beim Spiel der Lakers in St. Louis am nächsten Tag ging es lediglich um das Heimrecht in der ersten Playoff-Runde.
Donnerstag, 15. März: Syracuse 82 – 77 New York
Freitag, 16. März: St. Louis 97 – 103 Minneapolis

### Eastern Division-Halbfinals
Syracuse Nationals 2, Boston Celtics 1

Sonnabend, 17. März: Boston 110 – 93 Syracuse

Montag, 19. März: Syracuse 101 – 98 Boston

Mittwoch, 21. März: Boston 97 – 102 Syracuse

### Western Division-Halbfinals
St. Louis Hawks 2, Minneapolis Lakers 1

Sonnabend, 17. März: St. Louis 116 – 115 Minneapolis

Montag, 19. März: Minneapolis 133 – 75 St. Louis

Mittwoch, 21. März: Minneapolis 115 – 116 St. Louis

### Eastern Division-Finals
Philadelphia Warriors 3, Syracuse Nationals 2

Freitag, 23. März: Philadelphia 109 – 87 Syracuse

Sonntag, 25. März: Syracuse 122 – 118 Philadelphia

Dienstag, 27. März: Philadelphia 119 – 96 Syracuse

Mittwoch, 28. März: Syracuse 108 – 104 Philadelphia

Donnerstag, 29. März: Philadelphia 109 – 104 Syracuse

### Western Division-Finals
Fort Wayne Pistons 3, St. Louis Hawks 2

Donnerstag, 22. März: Fort Wayne 85 – 86 St. Louis

Sonnabend, 24. März: St. Louis 84 – 74 Fort Wayne

Sonntag, 25. März: Fort Wayne 107 – 84 St. Louis

Dienstag, 27. März: St. Louis 84 – 93 Fort Wayne

Donnerstag, 29. März: Fort Wayne 102 – 97 St. Louis

## NBA-Finals

### Philadelphia Warriors vs. Fort Wayne Pistons
Die Finalergebnisse:

Sonnabend, 31. März: Philadelphia 98 – 94 Fort Wayne

Sonntag, 1. April: Fort Wayne 84 – 83 Philadelphia

Dienstag, 3. April: Philadelphia 100 – 96 Fort Wayne

Donnerstag, 5. April: Fort Wayne 105 – 107 Philadelphia

Sonnabend, 7. April: Philadelphia 99 – 88 Fort Wayne
Die Philadelphia Warriors werden mit 4—1 Siegen zum zweiten Mal nach 1946/47 NBA-Meister.

## Die Meistermannschaft der Philadelphia Warriors
| Paul Arizin, Ernie Beck, Walt Davis, George Dempsey, Jack George, Tom Gola, Joe Graboski, Larry Hennessy, Neil Johnston, Jackie Moore Head Coach: George Senesky |